# Segugio svizzero
Dal 1987 i Segugi Svizzeri di taglia media sono riuniti in una sola razza con un unico standard, distinta in quattro varietà di colore: il Segugio del Bernese, il Segugio del Giura, il Segugio di Lucerna ed il Segugio svizzero.

## Origini

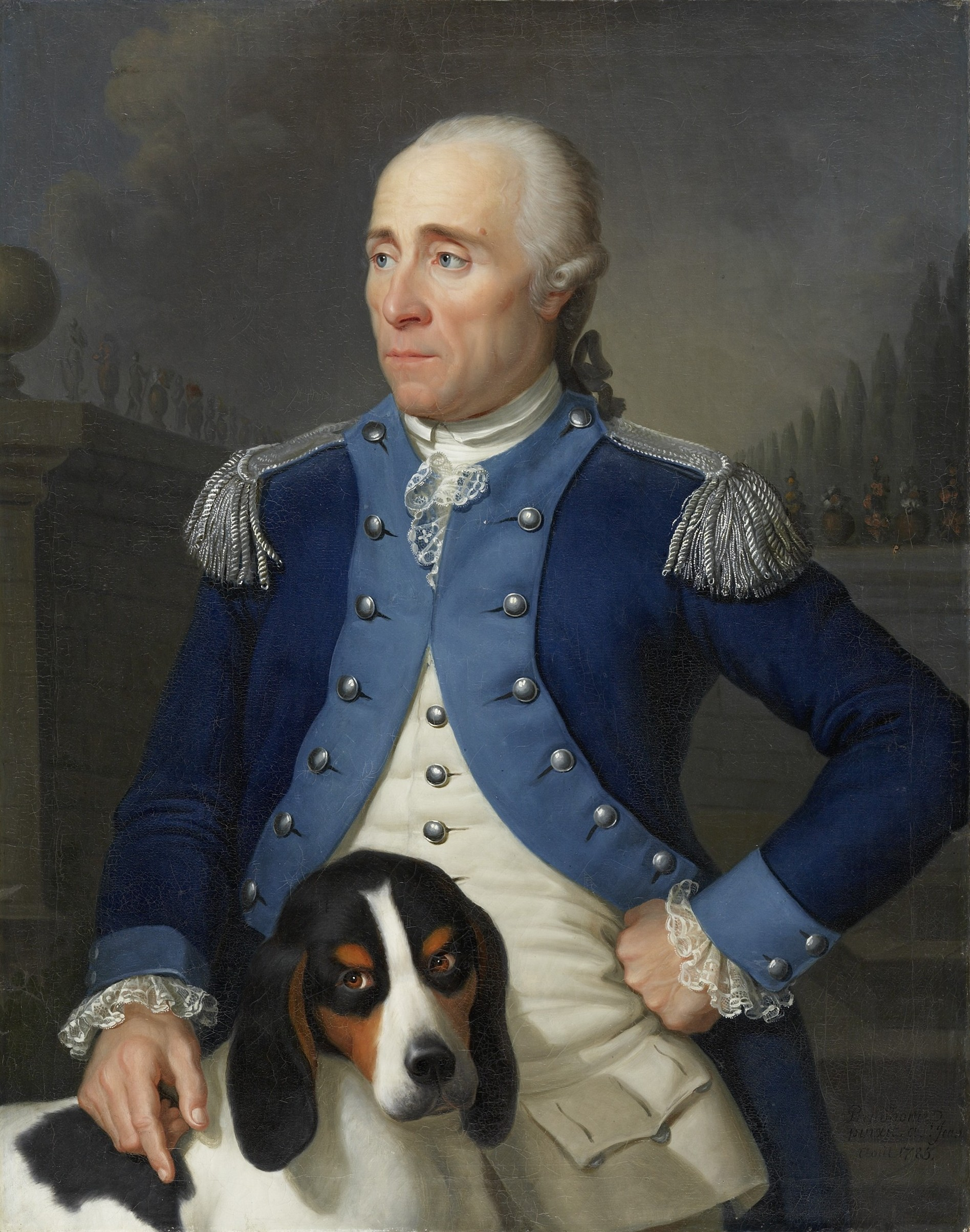
Dipinto del 1785 raffigurante Franz Rudolf Frisching con il suo segugio del Bernese

Il segugio svizzero ha origini antichissime. La sua presenza ai tempi dell'Elvezia romana è attestata, su di un mosaico scoperto a Avenches, dalla rappresentazione di cani da muta corrispondenti alle attuali varietà di segugi svizzeri.
Nel XV secolo questo cane era già ben allevato e selezionato, ed era particolarmente ricercato dai cinofili italiani, austriaci e francesi per la sua eccezionale abilità nella caccia alla lepre. Da essi discendono anche i segugi italiani e francesi, ai quali però è stato aggiunto sangue inglese. Il suo allevamento autoctono è stato certamente influenzato da segugi di razza francese portati in Svizzera da mercenari.
Nel 1880 vengono presentati per la prima volta all'esposizione di Zurigo, e nel 1882 viene stabilito uno standard per ciascuna delle cinque originarie varietà di segugio svizzero. Nel 1909 questi standard vengono rivisti e si constata l'estinzione totale del Segugio di Turgovia. Il 22 gennaio 1933 viene redatto per la prima volta uno standard unico per le quattro varietà.
L'antica varietà Segugio del Giura del tipo Sant'Uberto oggi è scomparsa.

## Caratteristiche fisiche
Il segugio svizzero è un cane di taglia media e di buona conformazione.
La testa è asciutta, con stop marcato, muso lungo e canna nasale diritta o lievemente montonina. Il tartufo è nero e ben sviluppato, con narici leggermente aperte; gli occhi sono scuri e le orecchie grandi, molto lunghe, attaccate al di sopra della linea dell'occhio e nella parte posteriore del cranio.
Il pelo è fitto ed abbondante, raso o duro (solo raso per il Segugio di Lucerna).
Le colorazioni del mantello differiscono a seconda delle varietà:

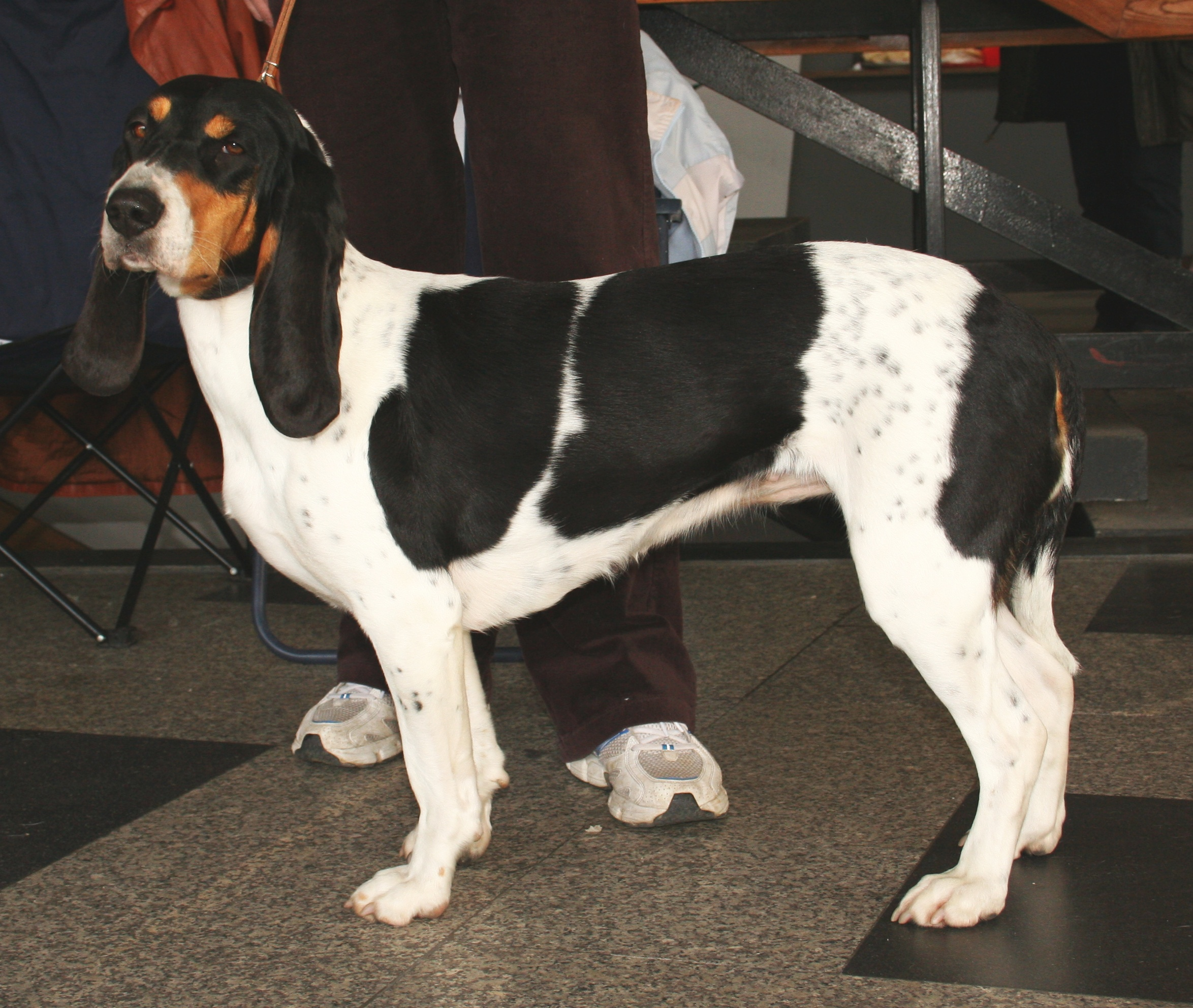
Segugio del Bernese.

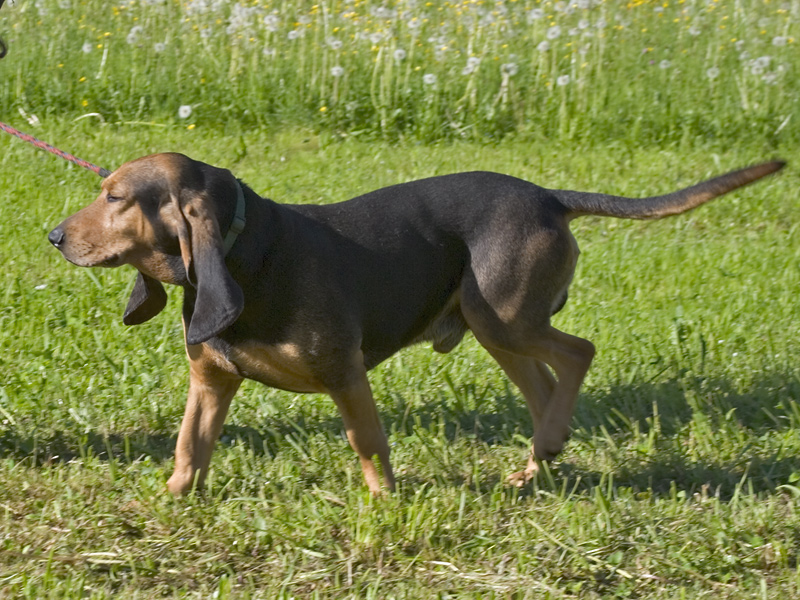
Segugio del Giura.

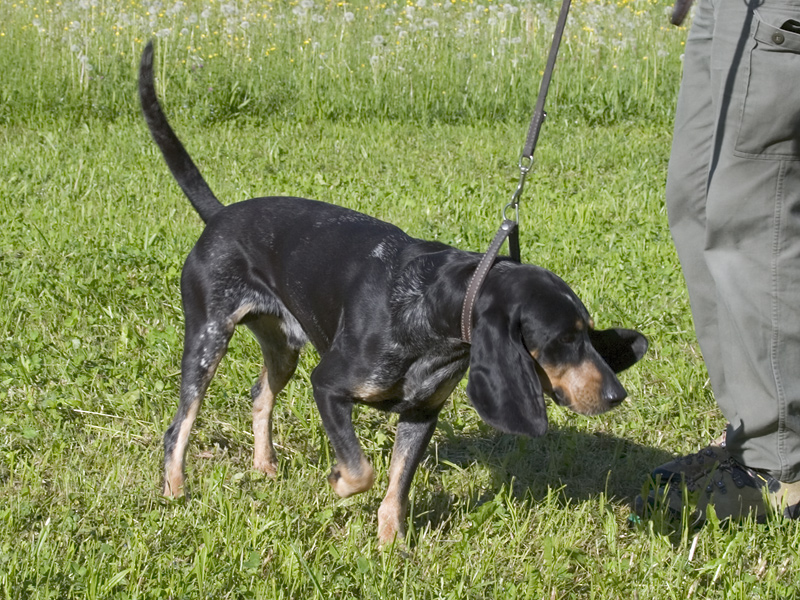
Segugio di Lucerna.

- Segugio del Bernese (Berner Laufhund): tricolore con macchie e punteggiature nere su fondo bianco e focature su occhi, guance, parte interna delle orecchie e base della coda;
- Segugio del Giura (Bruno du Jura): nero focato nel tipo bruno (il Sant'Uberto aveva un mantello simile allo Chien de Saint Hubert);
- Segugio di Lucerna (Luzerner Laufhund): moschettato di blu (risultato di una mescolanza di peli neri e bianchi) o di grigio su fondo bianco, con macchie scure o giallo-brune;
- Segugio svizzero (Schwyzer Laufhund): bianco con macchie fulvo-arancio.
Il dorso è lungo, diritto e compatto. La coda, di media lunghezza, è portata orizzontale o ricurva verso l'alto.

## Carattere
Vivace, resistente, rustico, appassionato alla caccia, dolce, docile e molto affezionato al padrone.

## Curiosità
Gli allevatori svizzeri hanno selezionato dei Segugi svizzeri di piccola taglia (Schweizerische Niederlaufhund) aventi le medesime caratteristiche degli esemplari di taglia media e classificati nelle stesse varietà. Sono cani più piccoli, con un'altezza al garrese di circa 33–43 cm: grazie alla loro minor mole, sono maggiormente adatti alla caccia di piccola selvaggina in ambienti montani rocciosi.